# Here Cum Germs
Here Cum Germs è il quinto album in studio del gruppo rock inglese Alien Sex Fiend, pubblicato nel 1987.

## Tracce
Side A
1. The Impossible Mission – 4:24
2. Here Cum Germs (Ravi-Mix #9) – 3:30
3. Isolation – 2:56
4. My Brain Is in the Cupboard – Above the Kitchen Sink – 7:07

Side B
1. You Are Soul – 3:35
2. Death – 5:58
3. Boots On! – 5:38